# توماس إف. هوغن
توماس إف. هوغن (بالإنجليزية: Thomas F. Hogan)‏ هو محامي وقاضي أمريكي، ولد في 1938 في واشنطن العاصمة في الولايات المتحدة.